# Peresiczne
Peresiczne (ukr. Пересічне) – osiedle typu miejskiego na Ukrainie, w obwodzie charkowskim, w rejonie charkowskim, w hromadzie Sołonyciwka. W 2001 liczyło 7176 mieszkańców, spośród których 6742 wskazało jako ojczysty język ukraiński, 390 rosyjski, 2 białoruski, 12 ormiański, 22 romski, a 8 inny.